# Stephidae
Stephidae é uma família de copépodes pertencentes à ordem Calanoida.
Géneros:
- Miostephos Bowman, 1976
- Parastephos Sars, 1902
- Speleohvarella Kršinic, 2005
- Stephos Scott, 1892